# Mehrzweckboot 1943
Das Mehrzweckboot 1943 war eine Klasse von Geleitbooten der Kriegsmarine im Zweiten Weltkrieg.

## Allgemeines
Das Mehrzweckboot 1943, kurz MZ-Boot 43 war eine Entwicklung welche 1943 auf Anforderung des Oberkommandos der Kriegsmarine (OKM) für den Geleitdienst, Minensuchaufgaben und die U-Boot-Jagd in küstennahen Gewässern durchgeführt wurde.
Das Typboot mit der Bezeichnung MZ 1 wurde am 12. Januar 1944 auf der Werft H. C. Stülcken Sohn in Hamburg auf Kiel gelegt und am 29. August 1944 in Dienst gestellt. Die Übergabe an das Erprobungskommando für Kriegsschiffneubauten erfolgte am 24. September 1944, bei der es sich zum Kriegsende immer noch befand und dann an Großbritannien übergeben wurde.
Der Bau weiterer Einheiten (MZ 2, MZ 3 und MZ 4) wurde im November und Dezember 1944 begonnen, aber bis Kriegsende wurde keines dieser Boote mehr fertiggestellt und sie wurde auf ihren Hellingen abgebrochen. Acht weitere Boote (MZ 5 bis MZ 12) wurden nicht mehr begonnen.

## Einheiten
| Kennung | Bauwerft                     | Kiellegung             | Stapellauf                                     | Indienststellung                               | Verbleib                                       |
| ------- | ---------------------------- | ---------------------- | ---------------------------------------------- | ---------------------------------------------- | ---------------------------------------------- |
| MZ 1    | H. C. Stülcken Sohn, Hamburg | 12. Januar 1944        | 20. April 1944                                 | 29. August 1944                                | Kriegsbeute Großbritannien                     |
| MZ 2–4  | Flender-Werke, Lübeck        | November/Dezember 1944 | keine Fertigstellung – auf Helling abgebrochen | keine Fertigstellung – auf Helling abgebrochen | keine Fertigstellung – auf Helling abgebrochen |
| MZ 5–12 | Rheinwerft Walsum, Duisburg  | nicht mehr begonnen    | nicht mehr begonnen                            | nicht mehr begonnen                            | nicht mehr begonnen                            |

## Technische Beschreibung

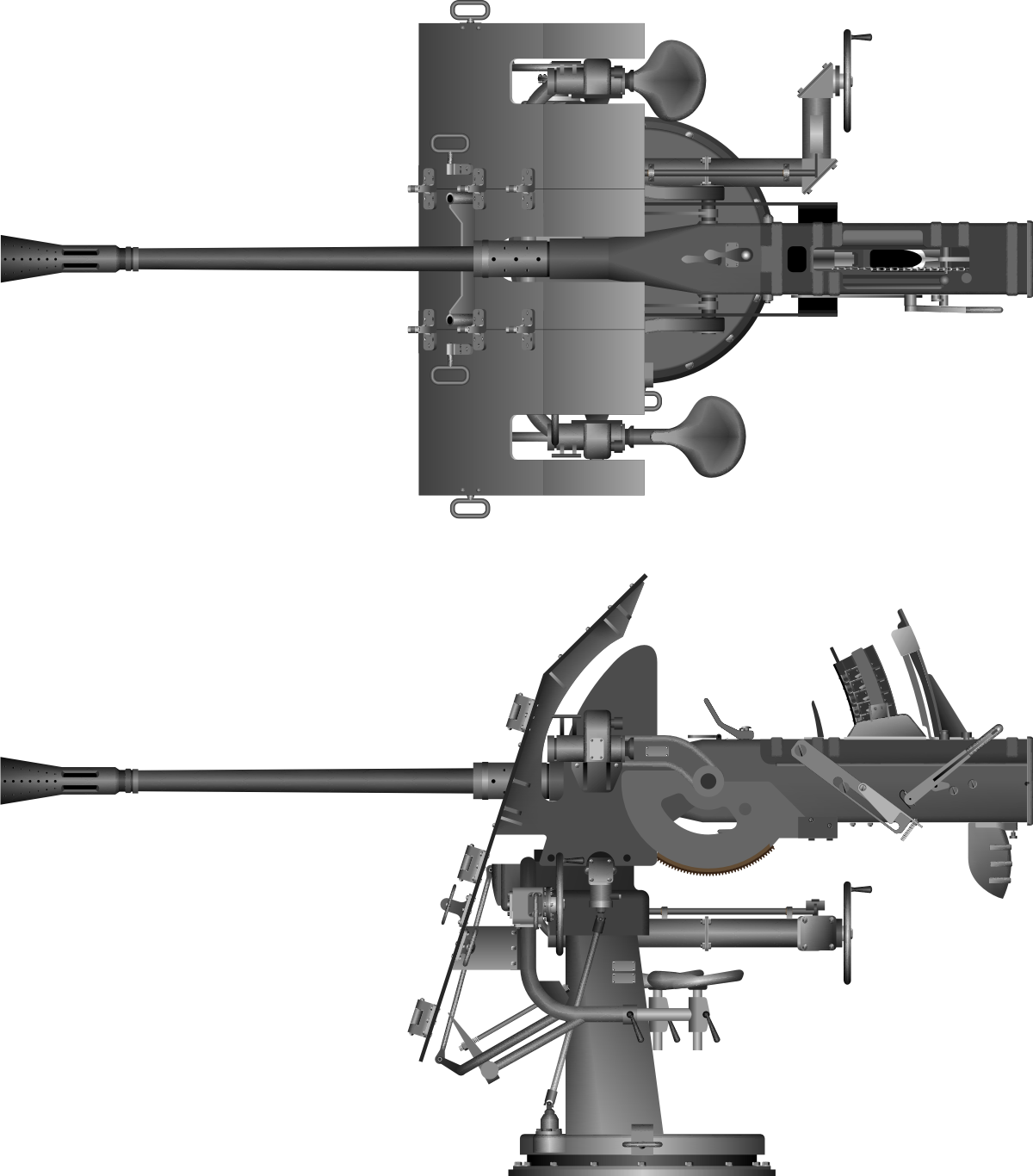
3,7-cm-Flak M42 in Einzellafette

### Rumpf und Antrieb
Der Rumpf des einzig fertiggestellten Bootes MZ 1 war 51,75 Meter lang, 7,2 Meter breit und hatte bei einer maximalen Verdrängung von 315 Tonnen einen Tiefgang von 2,25 Metern.
Der Antrieb erfolgte durch einen 6-Zylinder-Dieselmotor von Deutz, mit einer Leistung von 1000 PS (735 kW). Diese Leistung wurde an eine Welle mit einer Schraube abgegeben. Die Höchstgeschwindigkeit betrug 14 Knoten (26 km/h).
Alle weiteren Boote sollten zur Verbesserung der Seegängigkeit in der Länge um fünf auf 56,75 Meter erhöht werden. An Stelle des Deutz-Dieselmotors sollte eine Lentz-Einheits-Expansionsmaschine mit 1040 PS (765 kW) verbaut werden, was die Einsatzverdrängung auf 465 Tonnen erhöht hätte.

### Besatzung
Die Besatzung hatte eine Stärke von 52 Mann.

### Bewaffnung

#### Artillerie
Die Hauptbewaffnung bestand aus zwei 8,8-cm KM41–Geschützen in zwei Einzellafetten. Dieses Mehrzweckgeschütz hatte ein Gewicht von 4.750 kg und eine Feuerrate von rund 15 Schuss die Minute. Es konnte eine 9 Kilogramm schwere Granate bis zu 14,1 km weit auf Seeziele verschießen und Luftziele in bis zu 9,1 km Höhe bekämpfen. Die manuell gesteuerten um 360° drehbaren Lafetten mit der Bezeichnung Flak LM41 hatten einen Höhenrichtbereich von −10° bis +75°.

#### Flugabwehr
Zur Flugabwehr waren eine 3,7-cm-Flak M42, in Einzellafette überhöht hinter dem vorderen 8,8-cm-Geschütz, und acht 2-cm-Flak 38, in zwei Doppellafetten direkt hinter der Brücke und einem Vierling in überhöhter Aufstellung zum achteren 8,8-cm-Geschütz, vorhanden.

#### Torpedos
Die Torpedobewaffnung bestand aus zwei fest in der Back verbauten Torpedorohren im Kaliber 53,3 cm, welche Torpedos des Typs G7a verschießen konnten. Die Mitnahme von Reservetorpedos war nicht vorgesehen.

### Feuerleitanlage
Die Feuerleitanlage bestand aus einem 1,5-m-Entfernungsmessgerät und einem Torpedobrückennachzielapparat.